# (14990) Zermelo
(14990) Zermelo ist ein Hauptgürtelasteroid, der am 31. Oktober 1997 von Paul G. Comba am Prescott-Observatorium entdeckt wurde.
Der Asteroid wurde nach dem deutschen Mathematiker Ernst Zermelo (1871–1953) benannt.